# Sexy! No No No...
"Sexy! No No No..." − szesnasty singel zespołu Girls Aloud i pierwszy z czwartej płyty zespołu Tangled Up. Singel został wydany 3 września 2007 roku.

## Listy przebojów
| Chart (2007)              | Peak position |
| ------------------------- | ------------- |
| Greece Top 50             | 5             |
| UK Singles Chart          | 5             |
| Slovenia Singles chart    | 8             |
| Irish Singles Chart       | 11            |
| Eurochart Hot 100 Singles | 17            |
| Croatia Single Charts     | 29            |